# Jüdischer Friedhof Roth (Eschenburg)
Der Jüdische Friedhof Roth (Eschenburg) in Roth, einem Ortsteil der Gemeinde Eschenburg im mittelhessischen Lahn-Dill-Kreis in Hessen, befindet sich heute an der Kreuzung von Lindenstraße, Wiesenstraße und Achenbacher Weg am östlichen Ortsrand.

## Beschreibung
Der jüdische Friedhof in Roth wurde um 1700 angelegt und war für Beerdigungen der in der nördlich von Roth gelegenen Gemeinde Breidenbach verstorbenen jüdischen Bevölkerung vorgesehen. Da es in Roth keine jüdische Gemeinde gab, wurden bis in das Jahr 1809 ausschließlich Mitglieder der jüdischen Gemeinde Breidenbach beigesetzt. In der Zeit nach 1809 bis heute wurden keine weiteren Bestattungen mehr vorgenommen.
Das Areal des Friedhofs ist nach dem privaten Kauf der aus Breidenbach stammenden Samuel und Jacques Sonneborn im Jahr 1912 mit einer Mauer abgegrenzt worden. Eine in der Mauer angebrachte Inschriftentafel hat folgenden Text: „Israelitischer Friedhof seit 1700 für Gemeinde Breidenbach“. Durch eine Eintragung im Grundbuch der Gemeinde Eschenburg darf der jüdische Friedhof in Roth niemals bebaut werden und dies ist bis heute der Fall. 
Die Friedhofsfläche umfasst ungefähr ein Ar und ist im Denkmalverzeichnis des Landesamts für Denkmalpflege Hessen als Kulturdenkmal aus religions- und ortsgeschichtlichen Gründen eingetragen.